# Aeropuerto Internacional de Zaporiyia
El aeropuerto internacional de Zaporiyia (IATA: OZH, OACI: UKDE) (ucraniano: Міжнародний аеропорт Запоріжжя; tr: Mіzhnarodnij aeroport Zaporіzhzhya; código IATA: OZH, ICAO: UKDE) es el aeropuerto internacional que da servicio a Zaporiyia, en Ucrania. Está situado a 114 metros (373 pies) sobre el nivel del mar y cuenta con una pista de 2.502m (8210 pies) × 42m (138 pies). La fábrica de motores de avión Motor Sich (antigua ZMBK Progreso) tiene aquí la base de su compañía aérea.

## Aerolíneas y destinos
- LOT Polish Airlines (Varsovia-Chopin)
- Motor Sich (Kiev-Boryspil, Moscú-Vnúkovo)
- Ukraine International Airlines (Kiev-Borýspil)